# Hrabětice
Hrabětice (in tedesco Grafendorf) è un comune della Repubblica Ceca facente parte del distretto di Znojmo, in Moravia Meridionale.